# أساطير اليهود
أساطير اليهود هو كتاب عبارة عن تجميع زمني للآقداة تضم مئات الأساطير المذكورة في المشناه والتلمود والمدراش. يتكون الكتاب من سبعة مجلدات (أربعة مجلدات من النصوص السردية ومجلدين من الحواشي مع فهرس كبير). جمعه لويس غينزبرغ في مخطوطة مكتوبة باللغة الألمانية. وفي عام 1913 ترجمته هنريتا زولد للإنجليزية. ونُشِر في فيلادلفيا من قبل جمعية النشر اليهودية الأمريكية من 1909 إلى 1938.

## روابط خارجية
- أساطير اليهود على موقع الموسوعة البريطانية (الإنجليزية)

## قائمة المصادر
- أساطير اليهود بقلم لويس غينزبرغ
- أساطير اليهود (PDF)
- أساطير اليهود